# Susan Ivanova
Susan Ivanova – fikcyjna postać, bohater telewizyjnego serialu science fiction Babilon 5. W jej rolę wcieliła się Claudia Christian.

## Życiorys
Urodziła się 30 sierpnia 2230 na Ziemi w mieście St. Petersburg. Jej matka była telepatką, a brat pilotem Starfury. W roku 2247 wstąpiła do Sił Ziemskich. Po odbyciu szkolenia rozpoczęła służbę na Io. Spotkała tam późniejszego komendanta stacji kosmicznej Babilon 5 Johna Sheridana.

## Służba na Babilonie 5
W roku 2258, Susan Ivanova rozpoczęła służbę na stacji Babilon 5 zastępując dotychczasową pierwszą oficer Laurel Takashima. Do jej głównych zadań należał nadzór nad centralą dowodzenia, kontrola przylatujących i odlatujących statków kosmicznych oraz prowadzenie akcji bojowych przeciwko grupom piratów zwanych Raidersami. Wkrótce awansowała i zakres jej obowiązków poszerzył się o prowadzenie misji dyplomatycznych.

## Wojna domowa i walka z Cieniami
Odegrała ważną rolę w zmaganiach ze starożytną rasą Cieni prowadząc poszukiwania sojuszników pośród istot zwanych Pierwszymi. W czasie wojny domowej wewnątrz Sojuszu Ziemskiego stała po stronie rebeliantów. Dowodziła flotą okrętów w bitwie z technologicznie zaawansowanymi  okrętami wroga, podczas której została ciężko ranna.
Po wojnie została mianowana na stopień kapitański otrzymując dowództwo nad supernowoczesnym okrętem klasy Warlock. Służbę w armii zakończyła na stanowisku generała.

## Dalsze losy
Po śmierci Johna Sheridana na prośbę Delenn odeszła ze służby w siłach ziemskich i objęła dowództwo nad Strażnikami.